# Hans Leisegang
Hans Leisegang, född 13 mars 1890, död 5 april 1951, var en tysk filosof.
Leisegang var professor i Jena. Han inledde sina forskning med studier över den hellenistiska filosofin (Die Gnosis, 1924 med flera). I Denkformen (1928) utförde han den tanken, att det finns ett antal i roten olika tankeformer i filosofins historia, vilka leder till de olika världsåskådningarna och metafysiska problemen.